# Ana Paula Tavares
Ana Paula Ribeiro Tavares (Lubango, Angola, 30 de outubro de 1952) é uma historiadora e poetisa angolana.

## Biografia
Nascida em 1952, no Lubango, na província angolana de Huíla, foi criada por padrinhos, residiu ali até aos 20 anos. Após o casamento viveu no Huambo, Cuanza Sul, Benguela e finalmente Luanda.
Iniciou o seu curso de História na Faculdade de Letras do Lubango (hoje ISCED - Instituto Superior de Ciências da Educação da Huíla). Em 1992, veio para Portugal, onde terminou o curso na Faculdade de Letras da Universidade de Lisboa e fez o Mestrado em Literaturas Africanas concluindo o curso em 1996.
Em 1976 foi nomeada para o Conselho Nacional de Cultura, destacando-se em Cuanza Sul.
Atualmente, reside em Portugal. Concluiu o doutorado em Antropologia na Universidade Nova de Lisboa sobre a "História e memória. Estudo sobre as sociedades de Lunda e Cokve de Angola" e leciona na Universidade Católica de Lisboa.
Atuou continuamente na área da cultura, museologia, arqueologia e etnologia, património, animação cultural e ensino.
Tanto a prosa como a poesia de Ana Paula Tavares estão presentes em várias antologias publicadas alguns paises em destaque estão: Portugal, Brasil, França, Alemanha, Espanha e  Suécia.

## Influências
A escrita de Ana Paula Tavares foi influência por autores brasileiros, como Manuel Bandeira, Jorge Amado, Carlos Drummond de Andrade e João Cabral de Mello Neto, cujas obras chegaram a Angola por meio de viajantes. Segundo a poeta, não só a literatura, mas também a música brasileira influenciou sua escrita.

## Prêmios e Reconhecimento
- 2007 – Recebeu o Prémio Nacional de Cultura e Artes de Angola (categoria literatura), pelo livro Manual para amantes desesperados[8][9]
- 2004 – Ganhou o Prémio Mário António de Poesia atribuído pela Fundação Calouste Gulbenkian com o  livro Dizes-me coisas amargas como os frutos[8][10][11]

## Obras Selecionadas
É autora de vários livros: 
- Ritos de passagem (poesia). Luanda: UEA, 1985 [2ª ed. Lisboa: Caminho, 2007].
- Sangue da buganvília: crônicas (prosa). Centro Cultural Português Praia-Mindelo, 1998.
- O Lago da Lua (poesia). Lisboa: Caminho, 1999.
- Dizes-me coisas amargas como os frutos (poesia). Lisboa: Caminho, 2001.
- Ex-votos, 2003
- A Cabeça de Salomé (prosa). Lisboa: Caminho, 2004.[13]
- Os olhos do homem que chorava no rio (romance), em coautoria com Manuel Jorge Marmelo. Lisboa: Caminho, 2005.
- Manual Para Amantes Desesperados (poesia). Lisboa: Caminho, 2007.

Poemas
- Mukai[16]
- Canto de nascimento
- Não conheço nada do país do meu amado
- Vieram muitos
- Tratem-me com a massa[17]
- November without water[18]
- A abóbora-menina[19]
- O mirangolo
- Rapariga
- Amargos como os frutos
- Entre os lagos
- História de amor da princesa Ozoro e do húngaro Ladislau Magyar[20]
- A manga
- A mãe e a irmã
- O cercado